# Zaid Romero
Zaid Abner Romero (Mendoza, Argentina; 15 de diciembre de 1999) es un futbolista argentino. Juega de defensa y su equipo actual es el Club Brujas de la Primera División de Bélgica.

## Trayectoria

### Inicios
Romero comenzó en las divisiones juveniles de Huracán Las Heras y luego pasó a las divisiones inferiores de Godoy Cruz de Mendoza, debutó con el primer equipo el 8 de diciembre de 2019 en la derrota 0-2 frente a Defensa y Justicia. En la temporada 2020 disputó un solo partido con el Tomba. En 2021 fue cedido a préstamo al Villa Dálmine de la Primera B Nacional, disputó un total de 25 partidos y se afianzó dentro del equipo titular.

### Liga Deportiva Universitaria
El 20 de diciembre de 2021 fue anunciado en Liga Deportiva Universitaria de la Serie A de Ecuador. Al finalizar el torneo 2022, Liga hace uso de la opción de compra a Godoy Cruz.

### Estudiantes de La Plata
Es contratado por Estudiantes de La Plata mediante la compra del 50% de su pase el 21 de diciembre de 2022 a Liga Deportiva Universitaria y estará ligado a la institución platense hasta diciembre de 2026.
En diciembre de 2023 integra el equipo titular que obtiene la Copa Argentina 2023 y el 5 de mayo de 2024 la Copa de la Liga Profesional 2024.
En junio de 2024 se confirma su traspaso al Club Brujas de Bélgica en una cifra cercana a los 6 millones de euros. En su partido de despedida en el Estadio UNO, convierte un gol en el empate ante Godoy Cruz.

## Estadísticas

### Clubes
Actualizado al último partido disputado el 12 de agosto de 2025.
| Club                                   | Temporada     | Liga          | Liga  | Liga  | Copas nacionales | Copas nacionales | Copas internacionales | Copas internacionales | Otros        | Otros        | Total | Total |
| Club                                   | Temporada     | Div.          | Part. | Goles | Part.            | Goles            | Part.                 | Goles                 | Part.        | Goles        | Part. | Goles |
| -------------------------------------- | ------------- | ------------- | ----- | ----- | ---------------- | ---------------- | --------------------- | --------------------- | ------------ | ------------ | ----- | ----- |
| Godoy Cruz Argentina                   | 2019-20       | 1.ª           | 2     | 0     | 0                | 0                | Inexistentes          | Inexistentes          | Inexistentes | Inexistentes | 2     | 0     |
| Godoy Cruz Argentina                   | Total equipo  | Total equipo  | 2     | 0     | 0                | 0                | 0                     | 0                     | 0            | 0            | 2     | 0     |
| Villa Dálmine Argentina                | 2021          | 2.ª           | 25    | 0     | 0                | 0                | Inexistentes          | Inexistentes          | Inexistentes | Inexistentes | 25    | 0     |
| Villa Dálmine Argentina                | Total equipo  | Total equipo  | 25    | 0     | 0                | 0                | 0                     | 0                     | 0            | 0            | 25    | 0     |
| Liga Deportiva Universitaria · Ecuador | 2022          | 1.ª           | 27    | 0     | 2                | 0                | 7                     | 1                     | 0            | 0            | 36    | 1     |
| Liga Deportiva Universitaria · Ecuador | Total equipo  | Total equipo  | 27    | 0     | 2                | 0                | 7                     | 1                     | 0            | 0            | 36    | 1     |
| Estudiantes de La Plata Argentina      | 2023          | 1.ª           | 28    | 2     | 3                | 0                | 6                     | 0                     | 0            | 0            | 37    | 2     |
| Estudiantes de La Plata Argentina      | 2024          | 1.ª           | 18    | 2     | 2                | 0                | 6                     | 0                     | 0            | 0            | 26    | 2     |
| Estudiantes de La Plata Argentina      | Total equipo  | Total equipo  | 46    | 4     | 5                | 0                | 12                    | 0                     | 0            | 0            | 63    | 4     |
| Brujas · Bélgica                       | 2024-25       | 1.ª           | 12    | 0     | 3                | 1                | 1                     | 0                     | 0            | 0            | 16    | 1     |
| Brujas · Bélgica                       | 2025-26       | 1.ª           | 0     | 0     | 1                | 0                | 2                     | 0                     | 0            | 0            | 3     | 0     |
| Brujas · Bélgica                       | Total equipo  | Total equipo  | 12    | 0     | 4                | 1                | 3                     | 0                     | 0            | 0            | 19    | 1     |
| Total carrera                          | Total carrera | Total carrera | 112   | 4     | 11               | 1                | 22                    | 1                     | 0            | 0            | 145   | 6     |
| 1. 2.                                  |               |               |       |       |                  |                  |                       |                       |              |              |       |       |

## Palmarés

### Campeonatos nacionales
| Título               | Club                    | País      | Año  |
| -------------------- | ----------------------- | --------- | ---- |
| Copa Argentina       | Estudiantes de La Plata | Argentina | 2023 |
| Copa de la Liga      | Estudiantes de La Plata | Argentina | 2024 |
| Copa de Bélgica      | Brujas                  | Bélgica   | 2025 |
| Supercopa de Bélgica | Brujas                  | Bélgica   | 2025 |